# Geschiedenis van Rusland

De koloniale groei van het Russische rijk en de Sovjetunie tussen 1300 en 1945

Dit artikel behandelt de geschiedenis van Rusland.
Hoewel in dit artikel de geschiedenis van Rusland, die van de Sovjet-Unie en die van post-Sovjet Rusland gemakshalve als één continuüm worden beschouwd, zal het zwaartepunt liggen op de oude geschiedenis van Rusland, dat wil zeggen tot 1917, omdat er een afzonderlijk artikel is dat de geschiedenis van de Sovjet-Unie behandelt. De jongste geschiedenis van Rusland komt aan bod in de laatste hoofdstukken.

## Prehistorie

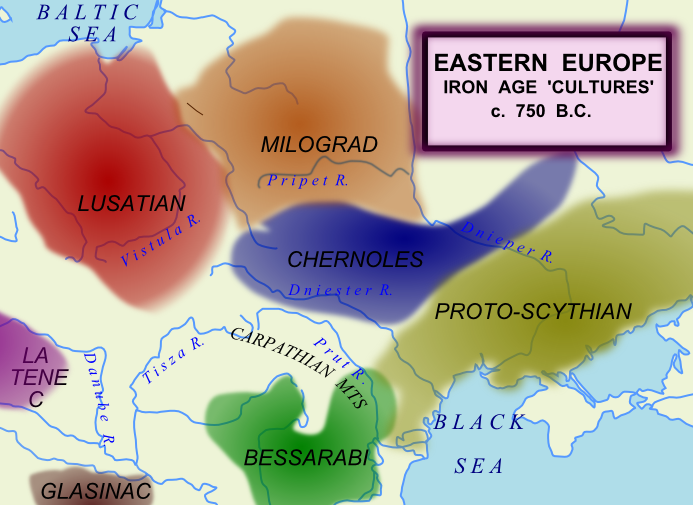
Centraal- en Oost-Europa omstreeks 750 v.Chr.
Tsjornoliscultuur, mogelijk Vroeg-Slavisch
Scythen
Thraciërs
Milogradcultuur, mogelijk Vroeg-Baltisch
Lausitzcultuur

De prehistorie van Rusland omvat de periode van de vroege steentijd tot de vroege middeleeuwen op het territorium van het huidige Rusland.
De omvang van het land en de eigenaardigheden van de natuurlijke en klimatologische omstandigheden bepalen de ongelijke ontwikkeling van afzonderlijke delen. De rijke geschiedenis van vroege groepen en culturen die het huidige grondgebied van Rusland bewoonden, wordt weerspiegeld in een grote verscheidenheid aan archeologische culturen.
De vroegste menselijke vestiging op het grondgebied van Rusland dateert uit het Oldowan-tijdperk, aan het begin van het vroegpaleolithicum. Ongeveer 2 miljoen jaar geleden migreerde Homo erectus van West-Azië naar de Noordelijke Kaukasus, vanwaar ze zich verspreidden naar de aangrenzende regio's. Ongeveer 800.000 jaar geleden bereikte een andere tak van migratie door Centraal-Azië de Altaj. In het daaropvolgende Acheuléen-tijdperk nam het aantal sites van vroege mensen toe. De materiële cultuur werd complexer, maar alleen de zuidelijke regio's van Rusland bleven bewoond.
Tijdens het middenpaleolithicum was er verdere vooruitgang bij de vervaardiging van stenen werktuigen. Dit was de tijd van het Moustérien en de neanderthaler, met wie de zogenaamde denisovamens samenleefde in het Aziatische deel van Rusland.
Tijdens het laatpaleolithicum werd het grondgebied van Rusland op grote schaal verkend door de vroege vertegenwoordigers van de moderne mens (Homo sapiens sapiens).

## Protohistorie
In vroeghistorische tijden werd het gebied van het tegenwoordige Europese Rusland bewoond door een groot aantal verschillende volkeren. In het noordelijke bosgebied woonden Fins-Oegrische volkeren, in het zuidelijkere bosgebied vermengd met Baltische stammen. In de zuidelijke steppes woonden Iraanse ruitervolken als de Scythen, Sarmaten en Alanen, later de Hunnen en verscheidene Turkse volkeren zoals Chazaren.
De Slavische stammen concentreerden zich aanvankelijk in een gebied rondom de Pripjatmoerassen en zwermden van daaruit alle richtingen uit.
De Slaven waren polytheïstisch en hadden hun eigen goden. Ze waren een volk van voornamelijk landbouwers. In de steppen in het zuiden waagden zij zich liever niet: dat was het territorium van nomadische volkeren als de Scythen en de Hunnen die van tijd tot tijd invallen deden in noordelijker gebieden. Gaandeweg ontstonden er contacten en handelsbetrekkingen met de Griekse koloniën op de Krim en later met de Romeinse en Byzantijnse rijken.

## Middeleeuwen

### Kievse periode

#### Vroege middeleeuwen

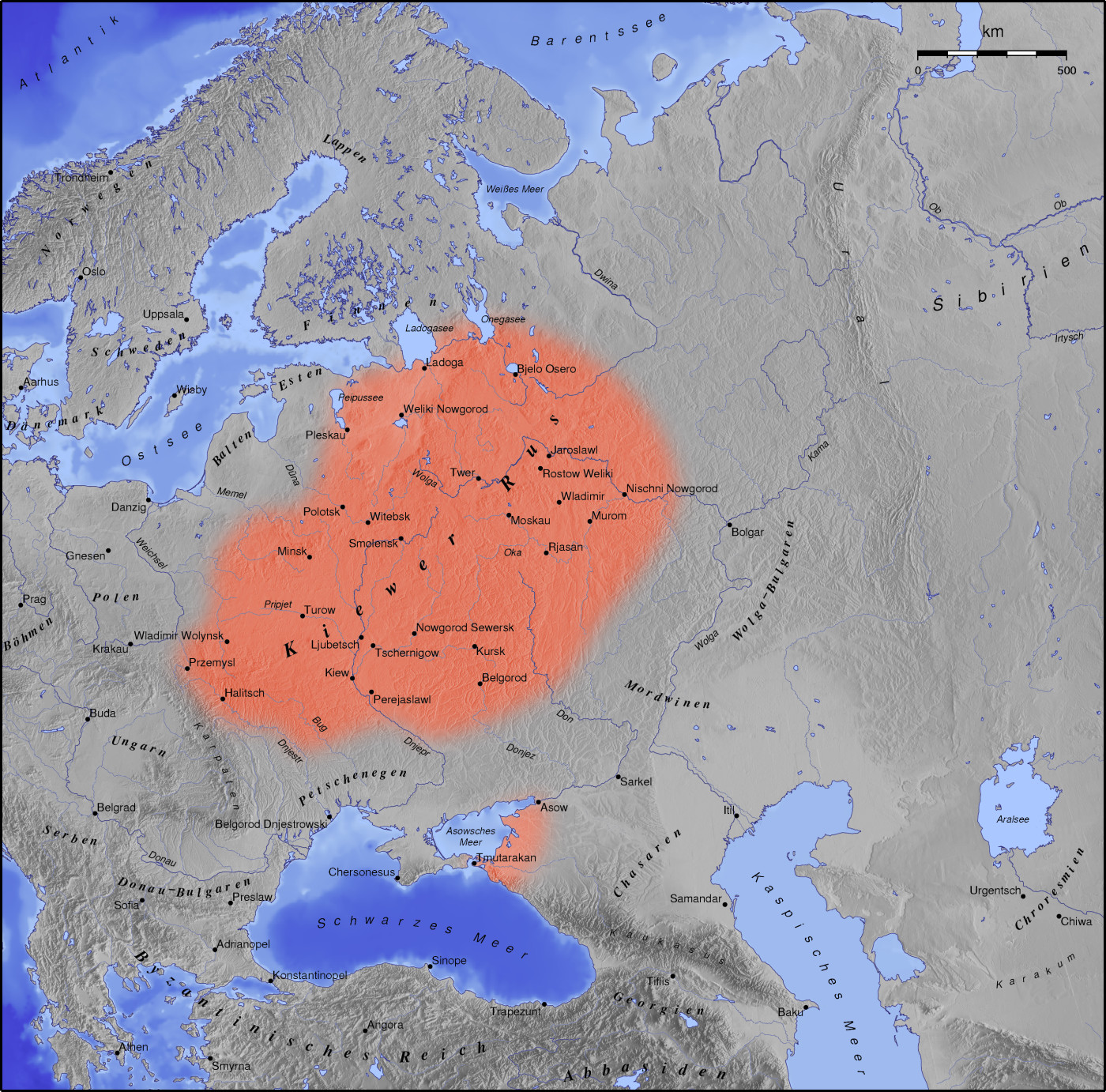
Het Kievse Rijk omstreeks het jaar 1000

In de vroege middeleeuwen zakten Zweedse Vikingen de rivieren van Oost-Europa af en bouwden handelsnederzettingen. Na verloop van tijd begonnen deze Vikingen een elite te vormen onder de Slaven, en noemden zich Varjagen. De Varjaag Rurik zou volgens de Nestorkroniek in 862 een aantal nederzettingen aan de zuidoostkust van de Finse Golf verenigen, en zelfs Constantinopel hebben aangevallen. In de tweede helft van de 9e eeuw gingen de Varjagen op in de lokale bevolking, collectief het volk der Roes genoemd.
In 882 veroverde de vorst van Novgorod, Oleg de Wijze, de stad Kiev (ten zuidwesten van het huidige Rusland) en stichtte daar het Kievse Rijk (ook wel Kievse Roes'). Zijn domein lag op het snijpunt van de belangrijkste handelsroutes tussen Noord, Oost, Zuid en West. De hoofdstad Kiev was echter zeer kwetsbaar gelegen ten opzichte van de steppen met hun vijandige nomaden. Grootvorst Svjatoslav (regering 961-972) en andere vorsten moesten dan ook regelmatig de Koemanen, Chazaren en Petsjenegen buiten de deur houden. In 988 liet Vladimir van Kiev zich dopen en zo deed het Byzantijnse christendom zijn intrede. In dit verband moet ook het verzoek van de keizer van Byzantium, Basilius II (976-1025) aan Vladimir om militaire hulp genoemd worden, rond het jaar 987. De twee sloten een verbond, waarin overeengekomen werd dat Vladimir Basilius militair zou steunen en dat Vladimir Basilius' zuster Anna tot vrouw zou krijgen - naar verluidt op voorwaarde dat Vladimir zich zou laten dopen. Het Kievse Roes' werd gekerstend, hoewel allerlei overblijfselen van het heidendom nog lange tijd zouden blijven voortbestaan.
Met de bekering tot het christendom deed de Byzantijnse cultuur haar intrede, die de Roes' cultuur voor de komende zeven eeuwen zou bepalen. Er kwamen veel architecten, kunstenaars e.d. naar Kiev om de stad te verfraaien. Er verrezen kerken en kathedralen met fraaie iconen en mozaïeken.

#### Hoge middeleeuwen
Tijdens de regeerperiode van Jaroslav van Kiev kwam de eerste codificatie van het recht tot stand met de zg. Roesskaja Pravda. Dit wetboek heeft voornamelijk betrekking op straf-, erf-, handels- en procesrecht en is het oudste document van de Oost-Slaven waarin juridische, sociale en economische verhoudingen worden gereguleerd. Na de dood van Jaroslav de Wijze in 1054 begon het rijk echter te feodaliseren in kleine vorstendommetjes. Door erfdelingen werd het Kievse Rijk een steeds complexer conglomeraat van staatjes met verder vertakkende adelsgeslachten. De troonopvolging in al die vorstendommen en apanages werd een steeds ingewikkelder zaak, die ook vaak gewapenderhand werd beslecht, waarmee weer een nieuw machtsevenwicht werd gevestigd.
Halverwege 12e eeuw werd het Kievse Rijk gedomineerd door vier clans: in het westen de Izjaslavitsji van Wolynië, in het noorden de Rostislavitsji van Smolensk, in het oosten de Olgovitsji van Tsjernigov (Tsjernihiv) en in het noordoosten de Joeriëvitsji van Vladimir-Soezdal. Dit laatste vorstendom kwam voort uit Rostov-Soezdal, dat in de eerste helft van de 12e eeuw in handen kwam van Joeri Dolgoroeki, die geldt als de stamvader van de Joeriëvitsji (letterlijk "zoons van Joeri"). Volgens sommige historici kan dit gebied, ook wel Soezdalië genoemd, institutioneel gezien worden als de voorloper van het latere tsaardom Rusland.

De noordoostelijke Roes' vorstendommen van Vladimir-Soezdal en hun buren na de Slag aan de Lipitsa (1216)

Nadat de Soezdaliërs in 1169 met het veroveren en deels verwoesten van Kiev nog eenmaal de grootvorstelijke troon voor de Joeriëvitsji van Vladimir-Soezdal opeisten, trokken ze zich geleidelijk uit de zuidwestelijke politiek terug. Dit kwam mede omdat door het uitsterven van bepaalde familietakken zij ook niet meer in aanmerking kwamen voor de troon van Kiev. Vsevolod het Grote Nest (1177–1212) was de eerste die zich niet vorst, maar grootvorst van Vladimir liet noemen, een titel die normaal gesproken alleen voor de troon van Kiev werd gebruikt. Zijn patrimonium in Soezdalië was omvangrijk, maar bij zijn dood begonnen zijn zoons onmiddellijk te vechten om de erfenis, waarmee het weer versplinterde (1212–1216).
In deze tijd speelde de Republiek Novgorod ook nog een belangrijke rol: het werd soms overwonnen door een vorst van buitenaf, maar wist op andere momenten zelf een vorst te kiezen die de belangen van de stad Veliki Novgorod (grote nieuwe stad) en het omliggende beheerste land zou behartigen. In 1221 werd Nizjni Novgorod (lage nieuwe stad) bij de samenvloeiing van de Oka en Wolga gesticht door Joeri II van Vladimir, een zoon van Vsevolod; deze buitenpost zou in anderhalve eeuw tijd uitgroeien tot een van de drie grootmachten van Soezdalië, naast Tver en Moskou. Het dorpje Moskou (voor het eerst vermeld in 1147) stelde lange tijd nog niet zoveel voor en zou pas in 1283 een vorstendom worden.

### Mongoolse hegemonie
De feodale versnippering verzwakte de Kievse Roes', net op het moment dat de Mongolen hun rijk begonnen op te bouwen. In 1223 versloegen deze de Roes en Koemanen vernietigend in de Slag aan de Kalka. De dood van Dzjengis Khan in 1227 bracht uitstel, maar tijdens een nieuwe Mongoolse invasie onder leiding van Dzjengis' kleinzoon Batu Khan tussen 1237 en 1240 werd het Kievse Rijk alsnog onderworpen. Een groot aantal Roes' steden werd verwoest of ernstig gehavend door de Mongools-Tataarse veroveringstochten. Ook de hoofdstad Kiev, dat volgens velen destijds een fraaie metropool was, werd zwaar beschadigd tijdens en nadat Batu de stad eind 1240 belegerde en overmeersterde; het zou enkele eeuwen duren voordat het inwonertal van Kiev weer op het oude niveau hersteld was. Met de Mongoolse hegemonie werd het Kievse tijdperk afgesloten en brak een nieuwe periode aan onder de dominantie van de Gouden Horde, geregeerd vanaf Saraj. De Republiek Novgorod en de Belaroesische vorstendommen in het noordwesten kwamen de invasie vrijwel ongeschonden door, maar moesten zich eveneens tot de nieuwe machthebbers zien te verhouden. Novgorod begon enkele decennia later ook tribuut te betalen aan de Gouden Horde.
De Mongolen voelden er echter niets voor om alle vorstendommen stuk voor stuk te bezetten, of de voor hen ontoegankelijke wouden in te gaan. Ze installeerden zich daarom in de voor hen vertrouwde steppen. De Roes' vorsten behielden hun plaatselijke autoriteit, maar moesten zich onderwerpen aan de Khans. Voor de bevolking veranderde er weinig: de Mongolen inden van hen (via de plaatselijke Roes' vorsten) een schatting en lieten hen verder met rust. Maar wanneer een stad tekenen van opstandigheid vertoonde werden er wrede represaillemaatregelen genomen en werd de stad in kwestie zowat met de grond gelijk gemaakt.
De stadstaat Novgorod was in die tijd het belangrijkst, mede door de gunstige ligging in het noordwesten en wist zich grotendeels te onttrekken aan de invloed van de khans. Vanuit het westen kwam evenwel een andere dreiging: de Duitse Orde. Deze wilde Pskov en Novgorod innemen en het rooms-katholicisme invoeren. Vorst Alexander Nevski van Novgorod wist de Duitse Orde in 1242 bij Pskov te verslaan (Slag op het Peipusmeer).
Ook het Mongoolse Rijk hield als eenheid niet lang stand, en viel uiteen in een aantal staten (die slechts formeel verantwoording schuldig waren aan de Groot-Khan te Karakorum). In de Zuid-Russische steppen ontwikkelde zich het Gouden Horde, dat langzamerhand geïslamiseerd en geturkificeerd werd. De Mongoolse identiteit van het Jochidische vorstenhuis verwaterde naarmate het zich meer vermengde met de rest van de bevolking, die voor het merendeel Turkische talen sprekende groepen bevatte en een minderheid aan anderen, zoals de Oostslavisch-sprekende Roes'.

### Litouwse expansie
Op het grondgebied van het voormalige Kievse Rijk ontwikkelden zich geleidelijk twee grootmachten. In het westen breidde het grootvorstendom Litouwen zich uit, dat zich met Polen aaneensloot tot het Pools-Litouwse Gemenebest. Litouwen veroverde het Vorstendom Polotsk in 1307, het Vorstendom Galicië-Wolynië in 1349 en vestigde rond 1339 zijn invloed over het vorstendom Smolensk. De bestuurstaal van het Gemenebest werd echter het Oudroetheens (ook wel Kanselarij-Slavisch genoemd). Hier ontwikkelden zich geleidelijk de huidige Oekraïners en Wit-Russen. In het noordoosten viel Vladimir-Soezdal uiteen, werd daarna geleidelijk samengesteld door Moskovië en uiteindelijk het Tsaardom Rusland, waarin het volk der Russen ontstond. De hier gehanteerde bestuurstaal bleef nog ver tot in de 18e eeuw het Kerkslavisch. Taalkundige en culturele verschillen die er al waren tussen oost en west werden hiermee nog verder vergroot.

### Tver, Moskou en Nizjni Novgorod-Soezdal
Eind 13e eeuw raakte Vladimir-Soezdal steeds verder versnipperd door erfdelingen en successieoorlogen. De apanages Tver, Moskou en Nizjni Novgorod-Soezdal streden om de belangrijkste plek en probeerden daarbij de Mongolen zo goed mogelijk van dienst te zijn, aangezien khan van de Gouden Horde met een jarlik (patent) kon bepalen wie er grootvorst van Vladimir mocht worden. Tot 1327 was dat meestal Tver. Nadat er echter in 1327 een anti-Mongoolse opstand was uitgebroken en neergeslagen, gaf de khan de grootvorstentitel een paar keer aan Moskou in plaats van Tver, om zo de Tverieten beter in toom te kunnen houden. De Moskovieten collaboreerden graag met de Mongolen om een streepje voor te hebben op de andere Roes' vorsten. Het probleem was echter dat de Moskovische vorsten nooit recht hebben gehad op de grootvorstentitel van Vladimir, omdat Daniël van Moskou in 1303 overleed voordat hij deze erfde van zijn oudere broers.
Vanaf 1325 begon Moskovië zich te ontwikkelen onder Ivan I. In 1375 verkreeg het politieke hegemonie. In 1380 bracht Dmitri Donskoi de Mongolen op het Snippenveld een nederlaag toe (de Slag op het Koelikovo-veld). Deze overwinning betekende niet meteen het einde van de Mongoolse heerschappij, maar gaandeweg werd de macht van de Mongolen over Roes' vorstendommen tenietgedaan. Het Grootvorstendom Moskou groeide langzamerhand uit tot het belangrijkste vorstendom en voegde steeds meer land aan zijn gebied toe. Verdere expansie naar het westen werd echter tegengehouden door de Litouwers, die onder Algirdas driemaal Moskou belegerden.
In de eerste helft van de 15e eeuw viel de Gouden Horde steeds verder uiteen in rivaliserende kanaten. De Moskovische Successieoorlog van 1425 tot 1462 verzwakte de positie van de Daniilovitsji ernstig. De oude rivaal Tver begon weer politieke ambities te krijgen en streefde ernaar Moskou te evenaren, terwijl Novgorod ook weer een onafhankelijke koers voerde. Vorst Ivan III van Moskou stelde orde op zaken, versloeg Novgorod in een reeks conflicten en annexeerde de republiek in 1478. Twee jaar later was er de Confrontatie aan de Oegra, een gebeurtenis die eeuwen later is geïnterpreteerd als het afwerpen van het "Mongoolse juk":  de suzereiniteit van de Grote Horde (de rompstaat die overbleef van de desintegrerende Gouden Horde). In feite bleef Moskou echter nog decennia tribuut betalen aan het Kanaat van de Krim. Wel annexeerde Moskou in 1485 het vorstendom Tver. Verschillende oorlogen met Litouwen eind 15e eeuw bestendigden de staatsgrenzen, waarbij Moskovië uiteindelijk de vorstendommen van de Boven-Oka inlijfde.

## Tsaardom Rusland

### 16e eeuw

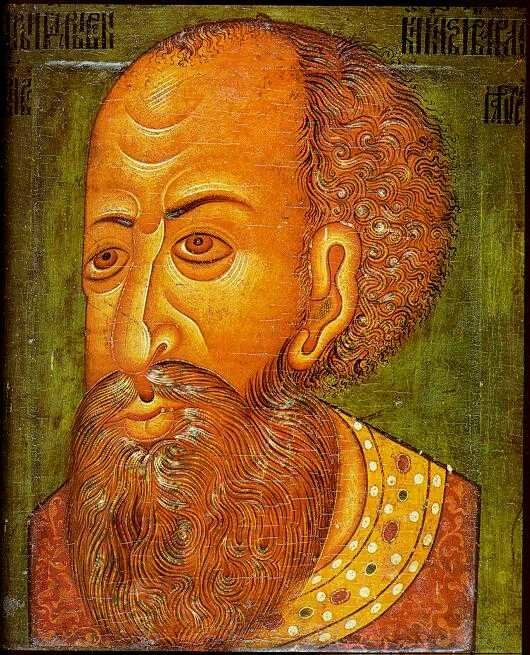
Portret van tsaar Ivan IV, tijdens zijn leven gemaakt; dit is een zogenaamde parsoenaportret, geschilderd in de stijl waarin iconen werden geschilderd.

Van 1533 tot 1584 regeerde Ivan IV de Verschrikkelijke, die de eerste zeeweg opende, de eerste zeehaven stichtte (Archangelsk) en handelsbetrekkingen met Engeland aanknoopte. Met de verovering van Kazan (hoofdstad van het islamitische kanaat Kazan) in 1552, het kanaat Astrachan en het kanaat Sibir werd een begin gemaakt met de verovering van de gebieden ten oosten van de Wolga en van wouden en steppen van Siberië. De Krimtataren lieten zich echter niet overrompelen en plunderden Moskou in 1571. Ivan IV werd op latere leeftijd paranoïde en zijn regeerperiode ontaardde in een schrikbewind met staatsterreur, de zogenaamde Opritsjnina; zelfs de hoogste geestelijke, metropoliet Filip van Moskou, liet hij in 1569 ombrengen omdat deze openlijk stelling nam tegen de wetteloosheid van de politiek van de tsaar. Het is aan deze periode te danken dat hij de bijnaam "de Verschrikkelijke" kreeg. Na zijn dood in 1584 volgde Ivans gehandicapte zoon Fjodor hem op. Maar feitelijk regeerde diens zwager Boris Godoenov. Na Fjodors dood begon een chaotische tijd die in Rusland bekendstaat als de Tijd der Troebelen.

### Tijd der Troebelen

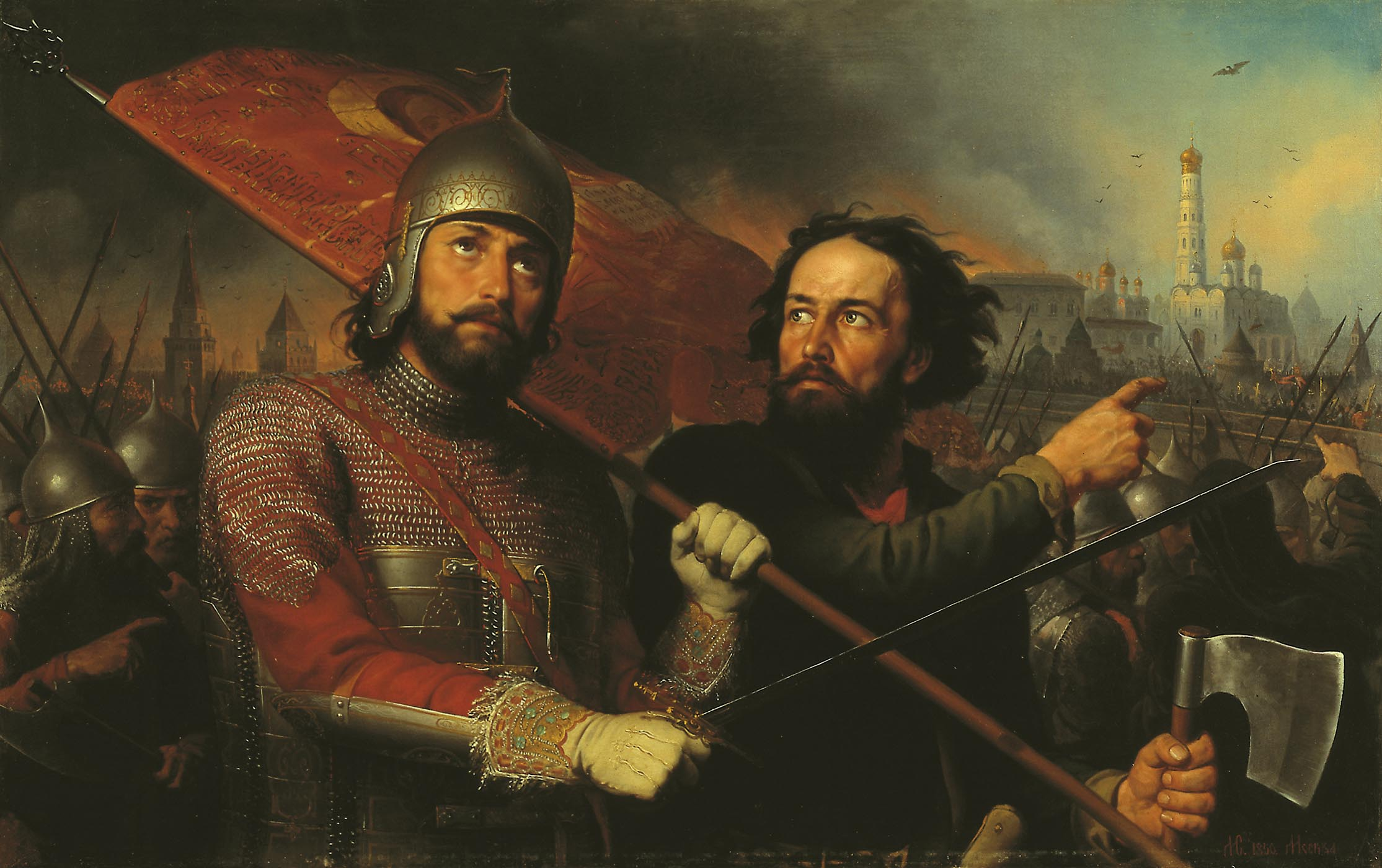
M.I. Skotti. Minin en Pozjarski, oprukkend naar Moskou (schilderij uit 1850)

Na de dood van Fjodor werd Boris Godoenov, zwager van Ivan de Verschrikkelijke, tsaar van Rusland. Zijn regeerperiode bracht weliswaar een tijd lang economische bloei, maar eindigde met hongersnood en werd bovendien overschaduwd door het gerucht dat hij tsarevitsj Dimitri, de zoon van Ivan de Verschrikkelijke, had laten vermoorden om zelf tsaar te worden. Tegelijkertijd kreeg hij last van een door een Poolse prinses gesteunde man, die beweerde de miraculeus aan de dood ontsnapte Dimitri te zijn. Deze valse Dimitri werd na de dood van Boris Godoenov en diens zoon Fjodor gedurende korte tijd tsaar. Hierna volgde een periode van constante machtswisselingen, meer valse Dimitri's, binnenlandse twisten, invallen door Polen-Litouwen en Zweden en hongersnoden. In deze periode waren alle staatsstructuren en staatsinstituties van Rusland verlamd of hadden deze feitelijk opgehouden te bestaan, omdat er door de algehele rampspoed geen centraal overheidsgezag meer was. In deze tijd van ontreddering was de staatkundige toekomst van Rusland uiterst onzeker geworden. In 1610 werd de Poolse kroonprins Wladislaus Wasa, met steun van een pro-Poolse bojarenfactie, tot tsaar van Moskou gekroond. Dit leidde tot patriottische opstanden in het hele land, en op 25 oktober 1612 moest het Poolse garnizoen in Moskou zich overgeven aan de volksmilities onder leiding van de legendarische Koezma Minin en vorst Pozjarski, die vanuit de periferie naar de hoofdstad waren opgerukt.

### Romanov-dynastie
In 1613 besteeg Michail Romanov, een achterneef van Ivan de Verschrikkelijke, de troon. Hij werd gekozen door een nationale vertegenwoordiging met vertegenwoordigers uit vijftig steden. Het geslacht Romanov regeerde tot 1917.
De meest dringende taak van de nieuwe machthebber was het herstellen van de orde: het land was geteisterd door oorlog, plunderingen door de Zweden en Polen, hongersnoden en de onafzienbare chaos die deze tot gevolg hadden. De eerste jaren brachten weinig verbetering, maar de sociaal-politieke stabiliteit in Rusland was enigszins hersteld. Als gevolg van de oorlog tussen Zweden en Polen-Litouwen kreeg Rusland de kans met Zweden in 1617 en met Polen-Litouwen in 1619 vrede te sluiten.

### Het schisma in de Russische kerk van 1666-67

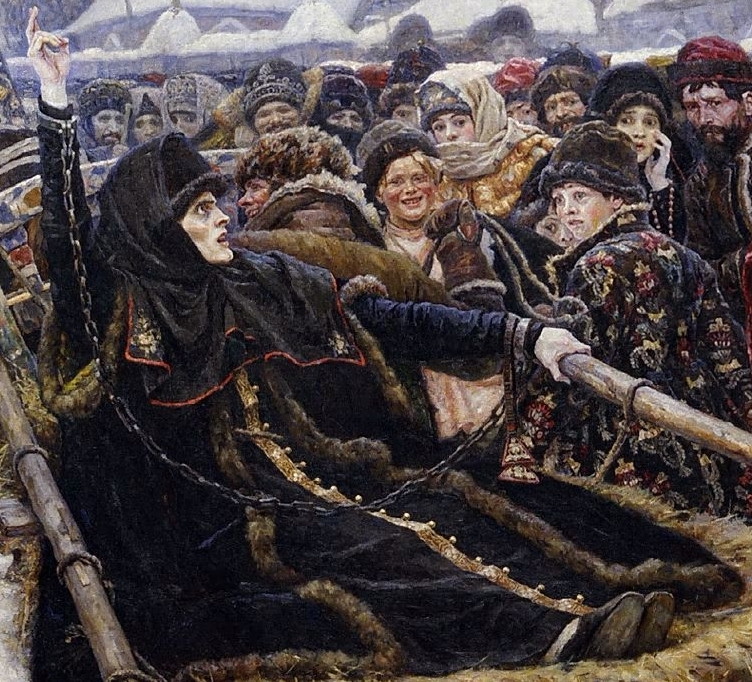
Fragment van het schilderij Bojarynja Morozova van Vasili Soerikov dat de vervolging van de oudgelovigen toont. Ze houdt twee gekruiste vingers omhoog om aan te geven wat de juiste manier is volgens de oudgelovigen om het kruisteken te maken, namelijk met twee vingers in plaats van drie. (Volledig schilderij)

Rusland beschouwde zichzelf, na de val van Constantinopel in 1453, als bolwerk en hoeder van de orthodoxie en dit bewustzijn was sterk vergroeid geraakt met het nationaal bewustzijn. In 1652 begon toenmalig patriarch Nikon hervormingen door te voeren die erop waren gericht om de Russische kerk te uniformeren met de Grieks-Byzantijnse kerk; hierbij had hij de steun van tsaar Aleksej Michajlovitsj. De Russische kerk week op een aantal rituele en tekstuele punten af van de Byzantijnse traditie en men ging ervan uit dat deze verschillen waren ontstaan door fouten aan Russische zijde bij het overschrijven van kerkelijke boeken e.d. Velen betwistten de juistheid en legitimiteit van deze hervormingen en het kwam tot massale protesten, aangevoerd door onder meer aartspriester Avvakoem Petrov. Desalniettemin werden op het concilie van 1666-67 de nieuwe riten en teksten ingevoerd en werd de oude "Russische" traditie vernieuwd. Maar er waren nog mensen, die trouw wilde blijven aan de oude riten en teksten. Het kwam tot een schisma, waarbij er een officiële kerk kwam, gesteund door de staat, en groeperingen die deze hervormde kerk niet erkenden, de zogeheten oudgelovigen. De oudgelovigen werden lange tijd vervolgd, tienduizenden zijn geëxecuteerd. Dit schisma, dat ook bekendstaat onder zijn Russische naam Raskol, bestaat nog altijd.
Het schisma had grote gevolgen voor de Russische maatschappij en cultuur: er ontstond het Rusland van een bestuurlijke, veelal aristocratische elite die steeds meer verwesterde en seculariseerde, en het Rusland van het gewone volk, dat trouw bleef aan het "heilige Rusland" met zijn vroomheidsideaal. Uiteindelijk waren beide volkomen van elkaar vervreemd, wat volgens sommige historici en publicisten (onder andere Aleksandr Solzjenitsyn) de kiem heeft gelegd voor de ineenstorting van Rusland in het begin van de 20e eeuw.

### Russische verovering van Siberië
Na de uitschakeling en inname van Sibir door de avonturier Jermak drongen Siberische Kozakken, tsaristische troepen, bontjagers en avonturiers Siberië binnen. In 1645, nog geen 70 jaar na de inname van Sibir, stonden zij al aan de Grote Oceaan. De steppe- en taigabewoners, zoals de Toengoes, boden weinig of geen weerstand: de Chinezen wisten de Russische landhonger pas bij het Verdrag van Nertsjinsk in 1689 een halt toe te roepen. De bepalingen van dat verdrag werden in 1727 nader gedetailleerd in het verdrag van Kjachta. De afgelegen Tsjoektsjen wisten de Kozakkenlegers echter een aantal keer te verslaan, voordat ze alsnog werden onderworpen. De onderworpen volken moesten belasting (jasak) aan de tsaren in Moskou betalen. Vaak in de vorm van dierenhuiden. Deze praktijk ging vaak gepaard met grootschalige afpersing en onderdrukking, waarbij de belastinginners zichzelf verrijkten ten koste van de onderworpen volkeren.

## Keizerrijk Rusland

### Peter de Grote

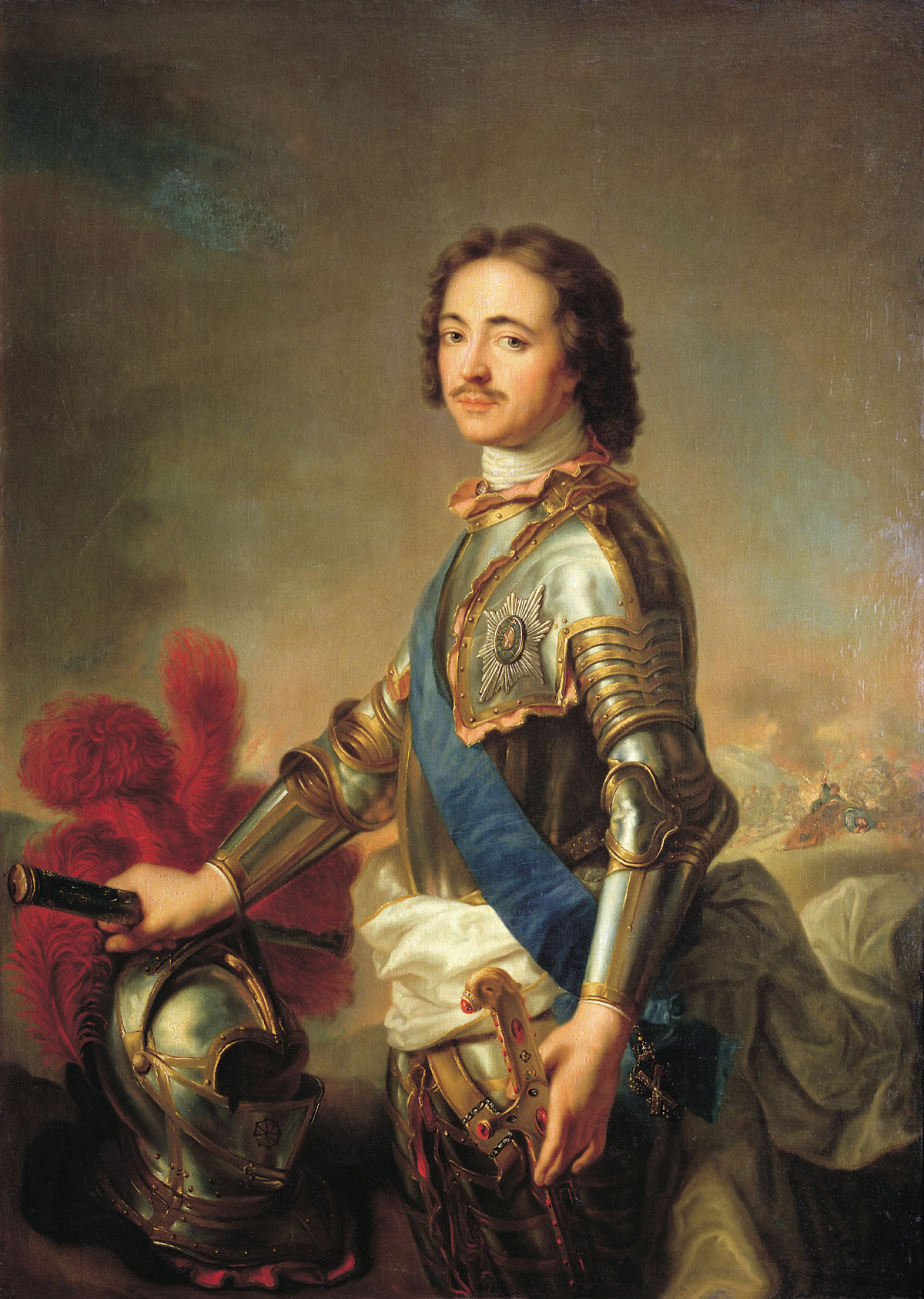
Tsaar Peter de Grote

Deze tsaar staat bekend als de tsaar die zijn land met geweld wilde moderniseren. Hij was als jongen vaak in de Duitse wijk van Moskou te vinden, vloekte soms als een ketter, bedreef op zijn veertiende al de liefde, en wist allerlei apparaten als hij ze voor het eerst zag uit elkaar te halen en weer in elkaar te zetten. Tijdens zijn Grote Ambassade reisde hij (officieel incognito) met zijn edelen naar Engeland en Nederland, waar hij in het Czaar Peterhuisje verbleef en onder andere een aantal Nederlandse scheepstermen in het Russisch introduceerde.
Peter de Grote voerde met beperkt succes oorlog tegen het Ottomaanse Rijk (Tweede en Derde Russisch-Turkse Oorlog) en de Perzen (Eerste Russisch-Perzische Oorlog), maar wist de Grote Noordse Oorlog tegen Zweden te winnen, waardoor de rol van Zweden als grootmacht grotendeels was uitgespeeld en Rusland, dat vanaf 1721 bekend kwam te staan als het Russische Rijk, toegang kreeg tot de Oostzee.
Peter de Grote voerde binnenlands met grote hardvochtigheid hervormingen door. Hij wilde Rusland europeaniseren. Hij hief een belasting op het dragen van baarden, of dwong edelen zich te scheren en westerse kledij te dragen. Hij schafte het patriarchaat af en verving deze institutie door een nieuw orgaan, de Heilige Synode. Vanaf dat moment werd de kerk feitelijk ingelijfd door de staat en werd ze ook bestuurd door de staat. In 1703 stichtte hij de stad Sint-Petersburg in een op de Zweden veroverd moeras. Bij de bouw van deze nieuwe hoofdstad stierven duizenden arbeiders, onder wie veel Zweedse gevangenen en vooral veel lijfeigenen.
In deze periode deed ook de West-Europese cultuur definitief haar intrede in Rusland; was tot het midden van de 17e eeuw de Russische cultuur op de erfenis van Byzantium georiënteerd geweest, nu vonden stijlen als de barok en later het classicisme een grote verspreiding in Rusland.

### Catharina de Grote
Catharina de Grote was oorspronkelijk een Duitse prinses die met de zwakke Russische troonopvolger trouwde. Toen haar echtgenoot zijn tante opvolgde was het Catharina die de werkelijke macht had. Haar echtgenoot werd later vermoord.
Bijna gedurende haar hele leven voerde Catharina correspondentie met bekende filosofen uit het tijdperk van de verlichting, zoals Voltaire en Diderot. Hoewel ze elkaar nooit hebben ontmoet, maakte Catharina met haar brieven een grote indruk op Voltaire, en hij noemde haar De ster van het noorden en Semiramis van Rusland. Hiermee werd haar reputatie in het Westen gevestigd. Toch was de heerschappij van Catharina in de praktijk allerminst verlicht: tijdens haar regeerperiode werden censuur en lijfeigenschap verzwaard.
In 1773 begon een opstand van de kozak Jemeljan Poegatsjov, die zich uitgaf voor Catharina's voormalig echtgenoot Peter III. In eerste instantie werd deze opstand zo goed als genegeerd, maar nadat belangrijke steden in handen waren gekomen van de opstandelingen, liet Catharina de opstand genadeloos neerslaan. Poegatsjov werd gearresteerd, in een kooi naar Moskou vervoerd en daar publiekelijk geëxecuteerd. De Franse Revolutie van 1789 was een grote schok voor Catharina, omdat zij inzag dat de idealen van de Verlichting hadden geleid tot deze revolutie. Bevreesd dat een dergelijke revolutie ook in Rusland kon plaatsvinden, liet zij alle schijn van de Verlichting vallen, en trok de teugels een stuk strakker aan. De vrijheid van meningsuiting was daarna tot haar dood een stuk verminderd, desondanks bleef ze sommige ideeën van de Verlichting trouw, en probeerde ze in navolging van Peter de Grote Rusland verder te verwesteren.
In de jaren 1768 - 1792 voerde ze twee keer met succes oorlog tegen de Turken en stichtte de stad Odessa aan de Zwarte Zee waarmee de Russen toegang tot de Middellandse Zee kregen. Door deze overwinningen groeide de Russische invloedssfeer tot in Oekraïne, de Krim en de noordelijke Kaukasus, die zichzelf onafhankelijk verklaarde van het Ottomaanse Rijk.

### Napoleons veldtocht
De Russen hadden deelgenomen aan de veldtochten die door de verschillende coalities tegen het revolutionaire Frankrijk werden georganiseerd (zie napoleontische oorlogen). Paul I sloot zich in 1798 bij de Coalitie aan, maar werd in 1801 vermoord. De verwarring ten gevolge hiervan zorgde dat Rusland tijdelijk niet aan de strijd deel kon nemen. Pauls zoon, Alexander I, nam deel aan de Derde Coalitie (1805-07), maar werd na de Russische nederlaag bij de Slag bij Friedland in 1807 bondgenoot van Frankrijk. Frankrijk voerde het Continentaal Stelsel in en Rusland werd gedwongen zijn bondgenoot hierin te volgen. Het liet Frankrijk zijn gang gaan in West-Europa. In ruil hiervoor zou Frankrijk zich niet bemoeien met Russische veroveringen elders, en kreeg Rusland Finland. Profiterend van deze afspraak zette de tsaar de oorlog tegen Iran voort, en veroverde Kaukasische gebieden (zie Russisch-Perzische Oorlog (1804-1813)). Frankrijk had hier geen bezwaren tegen en Engeland had het te druk met Frankrijk om hier iets aan te kunnen doen.
Rusland had echter een lange handelstraditie met Engeland. Sinds de tijd van Ivan IV hadden de Engelsen op Rusland gevaren: eerst op Archangelsk, later op Sint-Petersburg. Een machtig patriciaat was ontstaan, dat belang had bij de handel, zich verzette tegen het Continentaal Stelsel en hier, aangemoedigd door Engelse handelaren en spionnen, bij de tsaar hun beklag over deden. De druk werd zo hevig dat Alexander in 1810 het Continentaal Stelsel afschafte. De reactie van Napoleon bleef niet lang uit.
In het hele Franse keizerrijk en de vazalstaten werden mannen geronseld voor een nieuw leger, dat tegen Rusland zou optrekken. Bekend waren de lotingen, waardoor per dorp of stad een deel van de gezonde mannen dienst moest nemen. Uiteindelijk stond in juni 1812 een leger van 600.000 man bij de Njemen klaar: la Grande Armée (het Grote Leger). Veldmaarschalk Koetoezov paste de tactiek van de verschroeide aarde toe: alles op het pad van het leger werd meegenomen of vernield. Het Russische leger trok zich voortdurend terug. Op 7 september kwam het in Borodino tot een veldslag, waarbij 120.000 à 160.000 Russische soldaten tegenover een ongeveer even groot Frans leger kwam te staan. Deze grote veldslag eindigde onbeslist, maar was het eerste teken dat het leger van Napoleon verslagen kon worden.
Koetoezov koos ervoor om terug te trekken om het leger te kunnen hergroeperen, waarbij de verdediging van Moskou werd opgegeven. Op 14 september trokken de troepen van Napoleon een grotendeels verlaten Moskou binnen.
Napoleon had gehoopt dat de Russen het uiterlijk na de inname van Moskou zouden opgeven. Terwijl het leger van de tsaar zich ten zuidwesten van Moskou hergroepeerde, wachtte Napoleon tevergeefs op een Russische overgavedelegatie die maar niet kwam. Uiteindelijk brak een enorme brand in Moskou uit, waarbij de weinige voorraden die de Fransen hadden verloren gingen. Omdat de winter naderde, trok Napoleon zich terug. De terugtocht werd echter een nachtmerrie. De herfst bracht stortbuien, gevolgd door strenge vorst. De Kozakken werden steeds brutaler en vielen de gedemoraliseerde soldaten aan; ook had men veel last van partizanen. Tegen november bereikten slechts 10.000 man de Berezina (zijrivier van de Dnjepr), waarbij ook nog eens velen verdronken toen een brug het begaf. De Fransen trokken Pruisen binnen met de Russen op hun hielen, waarop Pruisen de zijde van Rusland koos. Na de Volkerenslag te Leipzig in 1813, waarin de Russen een belangrijk aandeel hadden, werd Napoleon steeds verder ingesloten, en uiteindelijk trokken de Russen met hun bondgenoten Parijs binnen. In het daarop volgende Congres van Wenen had Rusland een belangrijke stem in het kapittel en consolideerde het zijn nieuwe machtspositie. Daarnaast stelde het zich samen met Pruisen (later Duitsland) en Oostenrijk-Hongarije ten doel te voorkomen dat ooit weer revoluties, zoals die van 1789, "gevaarlijke" vormen zouden kunnen aannemen.
In 1848 zou Rusland deze belofte nakomen, toen een Hongaarse opstand in de Habsburgse monarchie door Russische troepen onderdrukt werd. Rusland, Pruisen en Oostenrijk vormden een conservatief blok binnen Europa.

### 19e eeuw
In de 19e eeuw vond de Russische verovering van Centraal-Azië plaats. Ook braken de eerste door de ideeën van de Franse Revolutie geïnspireerde opstanden uit tegen de tsaren en vooral tegen hun autocratische regime. De eerste opstand om de tsaar ten val te brengen was de decembristenopstand op 14 december 1825 tegen Nicolaas I. Later kwamen de nihilisten op en werden Alexander II en Alexander III het doelwit van moordaanslagen. In de 19e eeuw maakte Rusland een grote culturele bloei door en maakte de wereld kennis met de Russische literatuur, Russische muziek en met het Russische ballet.

#### Nicolaas I
Na 1825 begon Rusland een imperialistische politiek te voeren. Men streefde naar een keten van loyale satellietstaten op de Balkan, de herovering van Istanboel, onderwerping van Centraal-Azië tot aan de Indische Oceaan, invloed in China, en toegang tot de ijsvrije havens. Dit zou hen vooral met de Engelsen in conflict brengen (het Grote Spel). De Grote Oosterse Kwestie werd actueel: wie zou wat krijgen als het Ottomaanse Rijk in Turkije zou bezwijken? Deze politiek was overigens geheel in de lijn van die van de meeste landen in de 19e eeuw: Nederland breidde uit in Indonesië, Frankrijk, Italië, Duitsland, België en Engeland in Afrika, vrijwel alle westerse mogendheden in China, Engeland in India.
Rusland voerde dan ook regelmatig oorlogen tegen Turkije (11 maal) en Iran/Perzië (4 maal), voor gebiedsuitbreiding in Centraal-Azië. Zowel de Derde Russisch-Perzische Oorlog (1804-1813) als de Vierde Russisch-Perzische Oorlog (1826-1828) werden door de Russen gewonnen. De Engelsen en de Fransen zagen dit met argusogen aan en besloten in 1853 Turkije te steunen. Het resultaat was de Krimoorlog, die tot 1856 duurde, en Rusland dwong in te binden.
Ook probeerde Rusland toegang te verkrijgen tot de Zwarte Zee door de Kaukasus te veroveren tijdens de Kaukasusoorlog. Hierbij kwamen de Russische troepen onder andere in aanraking met de Tsjetsjenen. Een Dagestaanse leider genaamd Imam Sjamil wist gedurende 25 jaar (1834-1859) stand te houden tegen de Russische legers, waarna het gebied alsnog, zij het nominaal, onder bestuur kwam van Rusland. In het gebied rond Tsjetsjenië braken echter regelmatig opstanden uit.

#### Alexander II
Na de Krimoorlog richtte tsaar Alexander II zijn aandacht weer op Azië. Rusland nam in de jaren 1858-1860 de Amoer- en maritieme provincies in op China, en stichtte Vladivostok ("Beheers het oosten"). De zuidelijke Centraal-Aziatische kanaten (Turkestan) werden veroverd, ondanks een jihad die tegen Rusland werd uitgeroepen. Hier ontstond het generaal-gouvernement Turkestan.
In 1861 vond een belangrijke hervorming plaats: tsaar Alexander II schafte de lijfeigenschap af. Deze op het eerste gezicht positieve maatregel werkte echter op korte termijn niet of zelfs averechts: door de financiële verschillen tussen de grootgrondbezitters en boeren raakten de laatsten opnieuw afhankelijk van de eersten. Soms kwamen ze zelfs in een slechtere positie dan voorheen, omdat de weinige bescherming die de lijfeigenschap bood ook verviel.
In 1877 viel een enorme Russische legermacht de Turkse Balkan binnen tijdens de Tiende Russisch-Turkse Oorlog. Ondanks de Turkse verdediging bij Plevna aan de Donau kwamen de Russische legers tot 100 km van Istanboel, waarop de sultan capituleerde. De Russen legden hem vervolgens het Verdrag van San Stefano op, dat hen via een enorme vazalstaat Bulgarije controle over de Balkan zou geven. Engeland en Oostenrijk-Hongarije protesteerden, Duitsland bemiddelde. Ten slotte werd in Berlijn besloten Bulgarije in twee vorstendommen (Oost-Roemelië en Bulgarije) te splitsen en een derde deel, Macedonië, onder Turkse heerschappij te laten. Oostenrijk-Hongarije mocht Bosnië en Herzegovina bezetten (het bleef net als Bulgarije wel formeel deel van het Ottomaanse Rijk), en Cyprus kwam aan Engeland. De Duitsers hadden de Europese machten handig tegen elkaar uitgespeeld; Rusland was teleurgesteld, Bulgarije woedend. Vanaf 1878 zou Rusland zich intensief met Bulgarije bemoeien. Rusland keerde zich hierop weer naar de Balkan. De Oostenrijkse annexatie van Bosnië en Herzegovina was voor Rusland een zeer onaangename verrassing en Rusland besloot samenwerking tussen de Balkanstaten te bevorderen om een blok tegen Oostenrijk te vormen. Dit blok bleek echter plannen tegen Turkije te smeden, wat op de Balkanoorlogen uitliep. Ondanks deze Russische teleurstelling stond de Russische regering sterk onder druk van de "panslavisten", die vonden dat Rusland zijn "kleinere Slavische broeders" Servië en Bulgarije moest steunen. Dit trok de tsaar meer en meer in de gevaarlijke maalstroom van de Balkan, en naar een confrontatie met Oostenrijk-Hongarije.
Tsaar Alexander II kwam in 1881 om bij een bomaanslag in Sint-Petersburg. Voor zijn moord werd onder anderen Aleksandr Oeljanov veroordeeld en opgehangen. Aleksandr Oeljanov was de broer van Vladimir Oeljanov die zich later Vladimir Lenin zou noemen.

#### Alexander III
De pogingen die Alexander II had gedaan om meer autonomie te geven aan het Russische volk werden door Alexander III volledig tenietgedaan. Als gevolg van de moord op zijn vader was hij van mening dat deze vorm van vrijheid alleen maar zou zorgen voor meer revolutionaire ideeën. Hij voerde een reactionair bewind. Hij ontsloeg de liberaal gezinde ministers van zijn vader, verscherpte het staatstoezicht op middelbaar en hoger onderwijs, breidde de bevoegdheden van de politie aanzienlijk uit en ageerde als behoeder van de orthodoxie streng tegen joden, Rooms-katholieken en protestanten. Opstandelingen en dissidenten werden massaal naar Siberië verbannen. Zijn buitenlandse politiek, aanvankelijk pro-Duits, raakte gaandeweg op Frankrijk georiënteerd.

#### Nicolaas II; Stolypin

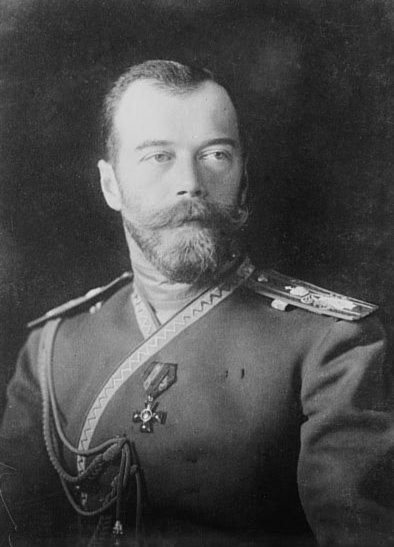
Nicolaas II, de laatste tsaar in de Russische geschiedenis.

De Russische politiek in Azië bracht Rusland in conflict met een nieuwe vijand: Japan. Van 1904-1905 woedde de Russisch-Japanse Oorlog, die voor Rusland uitliep op een smadelijke nederlaag en op het verlies van Mantsjoerije en de zuidelijke Trans-Siberische spoorlijn. De Russen moesten zich terugtrekken uit Port Arthur en Shanghai en ook Zuid-Sachalin werd bezet. Direct hierop volgde de revolutiepoging van 1905 die een reactie was op het bruut neerslaan van een vreedzame demonstratie in Sint Petersburg ("Bloedige zondag"). Tsaar Nicolaas II deed daarop concessies die hij echter later weer introk.
Pjotr Stolypin, voorzitter van de ministerraad van 1906 tot 1911, voerde belangrijke hervormingen door op het gebied van de landbouw. Deze landbouwhervormingen waren veelbelovend. Stolypins uitspraak dat zijn hervorming "een weddenschap op de sterken" was, is vaak op moedwillige wijze verkeerd geïnterpreteerd. Stolypin probeerde zo veel mogelijk boeren de gelegenheid te geven zich uit de armoede te verheffen, door de consolidatie van versnipperde kleine percelen te bevorderen, door het verstrekken van bank- en verzekeringsfaciliteiten aan de boeren en door de emigratie uit overbevolkte gebieden naar de onontgonnen gronden van Kazachstan en Zuid-Siberië te bevorderen. Het doel waarnaar Stolypin streefde was een klasse van enigszins welgestelde boeren te creëren, die een steunpilaar zouden zijn voor de maatschappelijke orde. Beroemd is zijn uitspraak, gericht tot revolutionairen: "Jullie hebben grote opschuddingen nodig, wij een groot Rusland!". (Zie artikel: Landbouwhervormingen van Stolypin). Stolypin werd in 1911 door een revolutionair vermoord.
De tijden werden steeds roeriger: opstanden en stakingen waren aan de orde van de dag; de roep om hervormingen werd steeds luider. Toch achtte de tsaar zelf Rusland nog niet rijp voor een constitutionele monarchie en probeerde hij de autocratische regeerstijl van zijn vader door te zetten. Hierdoor werden allerlei oppositionele groeperingen de illegaliteit ingedreven, waardoor deze radicaliseerden. Economisch werden er grote successen geboekt, maar door het uitblijven van politieke hervormingen bleef het gisten en broeien. Deze factoren, gecombineerd met nederlagen in de Eerste Wereldoorlog, bezegelden het lot van de monarchie.

## Eerste Wereldoorlog en Russische Revolutie
In 1914 nam Rusland als geallieerde deel aan de Eerste Wereldoorlog. De Russische legers sloegen een Oostenrijkse aanval af en drongen Oost-Pruisen binnen, maar werden vernietigend verslagen bij Tannenberg en de Mazoerische Meren. De troepen waren slecht bewapend: soms had één op de drie soldaten een geweer en moest de rest maar hopen wapens van gevallen kameraden of vijanden te vinden. De oorlog verliep dramatisch: de Russische verliezen waren enorm en de Russen werden verder en verder in eigen land teruggedreven. In januari en februari 1917 leidden stakingen en rellen aan het thuisfront tot de Februarirevolutie, die de monarchie ten val bracht. Er werd een Voorlopige Regering onder leiding van Georgi Lvov geïnstalleerd, die aan zou blijven tot er verkiezingen voor de Grondwetgevende Vergadering zouden worden gehouden. In juli 1917 werd premier Lvov vervangen door Aleksandr Kerenski.
Kerenski's belofte aan de geallieerden om de oorlog voort te zetten werd hem echter zeer kwalijk genomen. Zowel monarchisten als bolsjewieken trachtten hem af te zetten. In oktober 1917 pleegden de bolsjewieken onder leiding van Lenin een coup, de zogenaamde Oktoberrevolutie. Aan het front losten de Russische legers op in het niets.
De nieuwe bolsjewistische regering besloot met de Duitsers te gaan onderhandelen. De eisen van de Duitsers waren echter zeer zwaar, en Trotski, die de delegatie leidde, trachtte tijd te winnen. Het Duitse lenteoffensief van 1918 was echter desastreus voor de jonge republiek: Estland en de praktisch onverdedigde Oekraïne vielen de Duitsers in handen. Lenin en Trotski zagen zich gedwongen de deplorabele situatie onder ogen te zien en tekenden het Verdrag van Brest-Litovsk.

### Russische Burgeroorlog (1918-1922)
Ondertussen begonnen de opponenten van de bolsjewieken zich te roeren: de Witte legers brachten Siberië en, na de Duitse wapenstilstand in november 1918, ook Oekraïne onder hun controle. De Finnen, Polen, Esten, Letten, Litouwers, Georgiërs, Armeniërs en Azerbeidzjanen riepen hun onafhankelijkheid uit. Oekraïne en de drie Kaukasische republieken werden in de daaropvolgende drie jaar door het Rode Leger veroverd. Witte generaals trachtten Moskou te bereiken, maar coördineerden hun acties te weinig; deze onderlinge verdeeldheid werd de Witten fataal. Ondertussen was het Rode Leger opgericht. Een interventiemacht, bestaande uit Engelse, Franse, Amerikaanse en Japanse troepen trok via meerdere havens het land binnen. Hun komst werkte in feite averechts: hun aantallen waren te klein om van betekenis te kunnen zijn, maar de interventietroepen dreven de mensen in de armen van de Roden.
De Russische Burgeroorlog werd aan beide kanten zeer wreed uitgevochten. De bolsjewistische soldaten martelden en moordden op grote schaal priesters, monniken, mensen van adel en gewone burgers die niet aan de kant van de Roden stonden. De Witten (monarchisten, mensjewieken, sociaal-revolutionairen, liberalen en andere tegenstanders van de bolsjewieken) deden hetzelfde met rode guerrilla's, Joden en anderen. Trotski zei dat alleen door wreedheid de oorlog gewonnen kon worden en de bolsjewieken maakten de zogenaamde "Rode Terreur" tot een deel van hun politieke programma. Lenin dreigde iedere criticus tegen de muur te zetten. In juli 1918 gaf hij persoonlijk opdracht aan Jakov Sverdlov om de tsarenfamilie te executeren. De oorlog veroorzaakte een hongersnood in 1921 en 1922 (plaatselijk kwam zelfs kannibalisme voor) en grote ontreddering. In 1922 wisten de Roden de oorlog ten slotte te winnen, maar het bleef nog tot 1924 onrustig. Twee tot drie miljoen Russen verliet het vaderland; zij waren het die later "emigranten van de eerste golf" werden genoemd. De gevluchte of uitgewezen intellectuele elite verzamelde zich hoofdzakelijk in Parijs.

## Sovjet-periode

### Beginperiode van de Sovjet-Unie; de NEP
Na de burgeroorlog was het land verscheurd en uitgeput en kon er geen sprake zijn van het implementeren van een socialistisch economisch systeem. In 1921 besloot men het kapitalistische systeem voorlopig te handhaven en zo de voorwaarden te scheppen voor de economie om zich te herstellen. Deze periode wordt de NEP-periode genoemd (Nieuwe Economische Politiek) en duurde zeven jaar. Moderne en avant-gardistische kunst en literatuur konden bloeien; het waren de hoogtijdagen van onder meer de futuristische dichter Vladimir Majakovski.
Tegen de achtergrond van deze liberale economische politiek rekenden de bolsjewieken onverminderd af met hun tegenstanders en potentiële vijanden: liberale en religieuze elementen, met name de Russisch-orthodoxe kerk. Nog een aantal malen kwam het op verschillende plaatsen tot opstanden van de bevolking, maar deze werden hard neergeslagen. Vanaf het begin van de heerschappij van de bolsjewieken werden de kerken, de islam en andere godsdiensten meedogenloos vervolgd. De toenmalige patriarch van de Russische kerk, Tichon, werd tot zijn dood in 1925 eindeloos getreiterd met arrestaties en verhoren. Een bezoek aan een kerkdienst kon al levensgevaarlijk zijn als dit bezoek aan het licht kwam. Van duizenden kerken werd de inventaris geconfisqueerd; ze werden gesloten en kregen een herbestemming of ze werden opgeblazen.

### Sovjet-Unie onder Stalin
In de loop van 1922 en 1923 ging de gezondheid van Lenin hard achteruit. Stalin had ondertussen achter zijn rug om een grote macht opgebouwd, terwijl Trotski over het Rode Leger kon beschikken. Na Lenins dood in 1924 wist Stalin na een machtsstrijd (met als belangrijkste tegenstrever Trotski) zich van de macht in partij en staat van de prille Sovjet-Unie meester te maken (1928) en hield die vijfentwintig jaar in handen. Trotski werd verbannen en vanwege Stalins paranoia uiteindelijk vermoord in Mexico.
Nadat Stalin de macht definitief in handen had, maakte hij in 1928 een einde aan de NEP. Hij voerde het eerste vijfjarenplan in en installeerde het Centraal Planbureau. Stalin initieerde de collectivisering van de landbouw, waarbij kolchozen (collectieve boerengemeenschappen) en sovchozen (staatsboerderijen) tot stand kwamen. Dit ging gepaard met grootschalige staatsterreur en wetteloosheid. Niet alleen welgestelde boeren, maar ook beduidend minder rijke (mensen die bijvoorbeeld een koe of een aantal bijenkorven hadden) werden ideologisch gediscrediteerd en tot "koelakken" bestempeld. Deze mensen waren daarmee feitelijk vogelvrij verklaard; alles werd hun afgenomen en ze werden aan het lot overgelaten. Velen stierven van de ontberingen; sommigen verdwenen in strafkampen of gevangenissen. De collectivisatie betekende het einde van de traditionele boerencultuur en liet de landbouw, beroofd van initiatiefrijke en zelfstandige boeren, berooid achter. Het zou nog jaren duren eer de landbouwproductiviteit weer op het niveau van voor de collectivisering was.
Er kwam ook een resoluut einde aan het experimenteren op het gebied van kunst en literatuur; het socialistisch realisme werd nu de norm.
De moord op Sergej Kirov (1934) luidde het begin van 'De Grote Zuivering' in. De Grote Zuivering was een meedogenloze heksenjacht: voormalige oppositieleiders binnen de partij, staatshoofden, premiers en partijleiders van de deelrepublieken, intellectuelen, kunstenaars, trotskisten (aanhangers van Trotski), zinovjevisten (aanhanger van Zinovjev), rechtsen, maar ook veel gewone burgers werden het slachtoffer van Stalins 'zuiveringen.' Bijna de halve legerleiding, waaronder de bekende maarschalk Michail Toechatsjevksi, werd terechtgesteld. De strafkampen zaten overvol. Berucht waren onder andere de goelags van de Kolyma-zilvermijnen in Jakoetië. Door middel van een netwerk van verklikkers en NKVD hield Stalin de bevolking onder controle.
In 1938 begon Stalin voorzichtig toenadering te zoeken tot Engeland en Frankrijk, maar deze toonden weinig animo. Uiteindelijk sloot hij een non-agressiepact met Hitler, het zogenaamde Molotov-Von Ribbentroppact. Dit pact bevatte een geheime clausule die bepaalde dat Hitler Duitsland en Stalin Oost-Europa en de Baltische landen onderling zouden verdelen als Hitler Polen binnen zou vallen.

### Grote Vaderlandse Oorlog (1941-1945); nadagen van Stalin
De prijs die de Sovjet-Unie betaalde voor het pact met Hitler-Duitsland was zeer hoog: in 1941 werd de Sovjet-Unie toch aangevallen door Duitsland (er zijn geruchten dat Stalin zelf een aanval aan het voorbereiden was, maar dat hij verrast werd door de Duitsers), en begon de Grote Vaderlandse Oorlog. Noodgedwongen behoorde de Sovjet-Unie nu zelf bij de geallieerden. De behandeling van de Russische soldaten en de burgerbevolking door de Duitsers was vaak buitengewoon wreed. In december 1942 lukte het om de Duitsers in Stalingrad (nu Wolgograd) tot staan te brengen. Het Rode Leger wist uiteindelijk Berlijn te veroveren en een invloedszone in Oost- en Midden-Europa te creëren. De Sovjet-Unie was verantwoordelijk voor 80-94% van Hitlers verliezen. Met 27 miljoen mensen had het land het hoogste aantal slachtoffers van alle geallieerde landen. De meerderheid van deze slachtoffers waren etnische Russen en de meeste slachtoffers waren gevallen onder de burgerbevolking.
Direct na de overwinning in Europa verkilden de betrekkingen weer. In de periode 1945-1948 werden communistische regeringen in Oost-Europa aan de macht gebracht. In 1948 vond evenwel een breuk met Joegoslavië plaats, officieel om ideologische redenen, maar feitelijk omdat Tito weigerde zich aan Stalin ondergeschikt te maken.
In 1949 was er een nieuwe golf van arrestaties en verdwenen opnieuw velen in de Goelag. In datzelfde jaar testte de Sovjet-Unie haar eerste atoombom en wellicht gaf Stalin Noord-Korea stilletjes het groene licht voor zijn campagne tegen het zuiden. Inmiddels ging Stalins gezondheid sterk achteruit, en op 5 maart 1953 overleed hij. Officieel door een beroerte, maar een aantal historici verdenkt Lavrenti Beria van het vergiftigen van Stalin.

### Sovjet-Unie van 1953 tot 1991

#### Nikita Chroesjtsjov
Uit de machtsstrijd die volgde op de dood van Stalin kwam uiteindelijk Nikita Chroesjtsjov als sterke man naar voren. Hij schokte de gedelegeerden van het 20e partijcongres op 23 februari 1956 door publiekelijk de cultus rond Stalin aan de kaak te stellen, en Stalin te beschuldigen van massamoord tijdens de grote zuiveringen. Hierdoor maakte hij zich onbemind bij de conservatieve fractie van de Partij. De regeringen van de Oost-Europese satellietstaten werden ernstig in verlegenheid gebracht, aangezien hun legitimiteit hiermee ondermijnd werd.
In deze jaren werden veel slachtoffers van Stalins terreur gerehabiliteerd en keerden velen uit de concentratiekampen terug. Hoewel deze periode "de dooi" genoemd werd, was deze dooi maar heel betrekkelijk. Alexander Solzjenitsyn kon weliswaar zijn roman Een dag uit het leven van Ivan Denisovitsj publiceren, waarin de verschrikkingen van de Goelag werden verhaald, maar de kerkvervolgingen laaiden juist weer op. Chroesjtsjov regeerde met ijzeren vuist. De Hongaarse Opstand van 1956 werd door hem zonder pardon hardhandig neergeslagen. De Berlijnse Muur uit 1961 werd eveneens in zijn regeerperiode gebouwd.
De Sovjet-Unie maakte economisch en technisch enorme vooruitgang, en wist de eerste ronde van de ruimtewedloop te winnen door eerst het hondje Laika en vervolgens de kosmonaut Joeri Gagarin als eerste de ruimte in te schieten. In 1962 leed Chroesjtsjov echter bij de Cubacrisis een gevoelig gezichtsverlies. Daarnaast was zijn gedrag regelmatig dat van een staatshoofd onwaardig; hij kon beledigende opmerkingen maken of inadequaat reageren. Eens sloeg hij hard met zijn schoen op de tafel in de Algemene Vergadering van de VN, waarbij hij de Filipijnse afgevaardigde Lorenzo Sumulong uitmaakte voor alles wat lelijk is. Het Politbureau vond het in 1964 genoeg en zette Chroesjtsjov af.

#### Leonid Brezjnev en zijn opvolgers
Leonid Brezjnev volgde Chroesjtsjov op als sterke man. Brezjnev, een Sovjetpoliticus van de oude stempel, was verantwoordelijk voor het neerslaan van de Praagse Lente in 1968. In 1979 voerde hij tegen China een oorlog bij volmacht waarbij Cambodja en Vietnam als pionnen fungeerden. De relatieve ontspanning, die bij vlagen onder Chroesjtjov voorkwam, deed hij teniet, en vooral de Sovjetvloot werd sterk uitgebreid. In 1979 gaf hij opdracht om Afghanistan binnen te vallen, om de pro-Russische regering daar te hulp te schieten. De Sovjettroepen konden de guerrillastrijd van de Moedjaheddien, die werden gesteund door de Verenigde Staten, niet winnen, en meer en meer Russische soldaten keerden in lijkenzakken terug. In 1982 overleed Brezjnev, en werd opgevolgd door Andropov. Deze regeerde twee jaar, waarna de doodzieke Tsjernenko hem opvolgde. In 1985 overleed ook hij.
Jarenlang had de Sovjet-Unie meegedaan aan de wapenwedloop met de Verenigde Staten, terwijl ook de verhoudingen met concurrent China steeds slechter werden. De denkbeelden van Mao waren steeds verder verwijderd geraakt van de communistische regering in Moskou en in 1969 brak zelfs bijna een oorlog uit over een aantal eilandjes in de Oessoeririvier. De Vietnamese leider Ho Chi Minh wist vanaf zijn sterfbed te voorkomen dat het uitliep op een (atoom)oorlog.
De top van Staat en Partij werd gevormd door oude mannen, die de zuiveringen van Stalin hadden overleefd als jonge officieren en functionarissen. Dit maakte hen zeer voorzichtig en conservatief. Dit bracht hen ertoe in de wapenwedloop tegen de VS op te blijven bieden (als het Westen immers een overwicht zou krijgen, zouden ze misschien kunnen besluiten de Sovjet-Unie aan te vallen), terwijl de starre planeconomie steeds slechter en inefficiënter draaide. De partijleiding wilde hier niets aan doen en zelfs niets van weten. Defensie slokte volgens sommige schattingen 25% van het BNP op.

#### Michail Gorbatsjov en Perestrojka
In 1985 kwam een nieuwe jonge leider aan de macht: Michail Gorbatsjov. Hij was weliswaar communist, maar was bereid, in tegenstelling tot zijn voorgangers, de waarheid onder ogen te zien. Toen duidelijk werd dat de Sovjet-Unie vrijwel bankroet was en het nog maar een paar jaar zou kunnen volhouden, besloot Gorbatsjov met het Westen te gaan praten, in het bijzonder met de Amerikaanse president Ronald Reagan. Een vrij onverwachte ontspanning was het gevolg; in het Westen werd de Sovjet-Unie ineens een belangrijk onderwerp en maakte de russofobie uit de Koude Oorlog plaats voor welwillende belangstelling. Gorbatsjov hervormde de Sovjet-Unie op een wijze dat hij Glasnost en Perestrojka noemde. Dissidenten werden teruggehaald, de top van Staat en Partij werd gezuiverd en de leiders in Oost-Europa en daarbuiten werd verteld dat de Sovjet-Unie hen niet langer zou steunen. De Russisch-orthodoxe kerk kreeg grote vrijheden. De Sovjettroepen werden teruggetrokken, inclusief de troepen in Afghanistan. In 1988 en 1989 vielen de communistische regimes als dominostenen om, waarna in 1990 de Duitse hereniging werd afgekondigd. In eigen land kwam Gorbatsjov klem te zitten tussen radicalere hervormers als Boris Jeltsin en de oude communistische garde. Deze laatsten deden in augustus 1991 een couppoging, die echter door toedoen van Jeltsin mislukte. Gorbatsjov kwam terug als een krachteloze president in een land dat in staat van ontbinding verkeerde. Buiten zijn weten werd het GOS opgericht, terwijl Estland, Letland, Litouwen, Armenië en Georgië zich eerder al in de loop van 1990 en 1991 onafhankelijk hadden verklaard. In december 1991 was het afgelopen: Gorbatsjov trad af als president en de Sovjet-Unie hield op te bestaan.

## Russische Federatie

### Boris Jeltsin
Het post-sovjettijdperk was nu aangebroken. Het was een chaotische tijd van hervormingen en grote sociale onrust. Veel mensen die in staatsdienst waren - en dat waren verreweg de meesten - kregen in geen maanden hun salaris uitbetaald. Boris Jeltsin, de held van augustus 1991, en nu president, zag zijn populariteit zienderogen afnemen. Jeltsin was precies acht jaar (1991-1999) president van de Russische Federatie, zoals het land nu heette. 

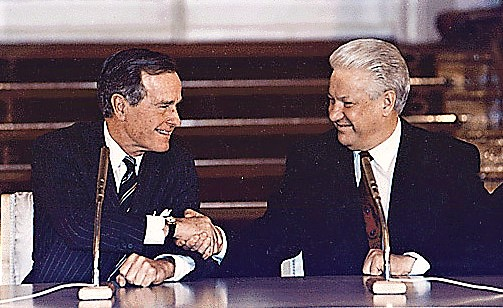
George Bush, president van de VS en Boris Jeltsin in Moskou op 1 maart 1993.

 Hij kreeg het te stellen met twee financiële crises (waaronder de Roebelcrisis in 1998), groeiende oppositie van de communisten (Zjoeganov) en extreemrechts (Zjirinovski), toenemende armoede en misdaad, en migratiestromen binnen het GOS. Daarnaast begon de bevolking gestadig af te nemen. Door de slecht opgezette privatiseringen onder leiding van Anatoly Tsjoebais begin jaren 90 ontstond een nieuwe groep superrijken door middel van casinokapitalisme, de Russische oligarchen, zoals Michail Chodorkovski, Boris Berezovski en Roman Abramovitsj. Jeltsin wist in 1993 een staatsgreep te stoppen, nadat hij de grondwet naast zich neer had gelegd.

#### Eerste Tsjetsjeense Oorlog (1994-1996)
Jeltsin stortte het leger, na verkeerd te zijn voorgelicht door zijn veiligheidsexperts, in een onzorgvuldig voorbereide militaire operatie in de de facto onafhankelijke - maar zeer zwakke - staat Itsjkerië. De Tsjetsjenen die tijdens de onafhankelijkheid sterk verdeeld waren, begonnen samen te werken in de Eerste Tsjetsjeense Oorlog en wisten, onder leiding van Aslan Maschadov en anderen uiteindelijk het slecht bewapende Russische leger uit de hoofdstad Grozny te verdrijven en Jeltsin, vertegenwoordigd door zijn generaal Aleksandr Lebed, tot onderhandelingen te dwingen, waarna de tweede de facto onafhankelijke Tsjetsjeense Republiek een feit werd in 1996.

#### Presidentsverkiezingen van 1996
Deze vrede kon Jeltsin goed gebruiken voor zijn verkiezingscampagne dat jaar. De leider van de communisten, Gennadi Zjoeganov, stond namelijk hoog in de verkiezingspeilingen en Jeltsins populariteit was gedaald tot 6% van de stemmen. Zijn campagneleider voor de presidentsverkiezingen van 1996 Oleg Soskovets wilde dat er geld kwam door de privatisering van overgebleven staatsbedrijven. De oligarchen spanden samen met Tsjoebajs om middels Jeltsins dochter Tatjana Djatsjenko Jeltsin ertoe te bewegen om geld te accepteren in ruil voor politieke invloed. Jeltsin stemde uiteindelijk in, wat leidde tot een verkiezingscampagne die nagenoeg geheel werd gefinancierd door de oligarchen. Tijdens de campagne, waarbij de oligarchen gebruik konden maken van hun eigen tv-zenders (onder andere NTV), werd Jeltsin geprezen en werden mensen bang gemaakt met het perspectief van een terugkeer naar de Sovjet-Unie met haar eeuwige tekorten aan van alles. Ze schoven Aleksandr Lebed naar voren als alternatief voor Zjoeganov, waardoor de rating van de communisten sterk daalde in de peilingen. Jeltsin won daarop de verkiezingen.

#### De Russische oligarchen en de Roebelcrisis
Berezovski werd samen met zes anderen bekend als de "zeven bankiers" (of G-7), vanwege de politieke macht die zij verkregen na de verkiezingsoverwinning. Zoals Chroesjtsjov slaagde ook Jeltsin erin zijn land geregeld in verlegenheid te brengen. Zo kneep hij een secretaresse in de billen voor het oog van miljoenen tv-kijkers en hing een aanklacht wegens corruptie boven zijn hoofd (bij zijn aftreden wist hij echter zijn politieke onschendbaarheid te behouden).
De Aziatische financiële crisis in juli 1997 had een versterkend effect op de economische crisis in Rusland. Door de sterke daling van de goederenprijzen in de wereld, werden landen als Rusland, die sterk leunden op de grondstoffenexport extra hard getroffen. De scherpe daling van de olieprijs had grote consequenties voor Rusland. De politieke crisis bereikte een voorlopig hoogtepunt toen Jeltsin plotseling Viktor Tsjernomyrdin (premier vanaf 1992) met zijn hele kabinet ontsloeg op 23 maart en de tot dan toe onbekende 35-jarige technocratische energieminister Sergej Kirijenko aanstelde als premier. De invloed van de oligarchen op de politiek bleek toen Kirijenko de economische crisis wilde oplossen door een belastingstelsel in te voeren en de huizen van de top van staatsgasbedrijf Gazprom liet doorzoeken; ondanks zijn bevoegdheden had hij maar weinig bewegingsvrijheid. Het hoogtepunt van de economische crisis kwam op 17 augustus 1998, toen Rusland een default afkondigde en de roebelkoers door de bodem zakte. Kirijenko werd daarop ontslagen. Hij werd in september 1998 opgevolgd door Jevgeni Primakov (Berezovski had Tsjernomyrdin naar voren geschoven, maar de Doema blokkeerde dit tot tweemaal toe). Primakov, die werd gezien als een compromisfiguur, werd met een overweldigende meerderheid verkozen en wist het land er weer enigszins bovenop te helpen, onder andere door het doorvoeren van belastinghervormingen, waarna de roebel weer enigszins stabiel werd aan het einde van 1999. Het land was toen echter in grote problemen geraakt, wat nog versterkt werd door slechte oogsten dat jaar, waardoor op 9 oktober zelfs werd verzocht om humanitaire hulp met inbegrip van voedsel.
Jeltsin zag in Primakov een concurrent die snel in populariteit groeide en liet hem al na acht maanden vervangen door interim-premier Sergej Stepasjin (in mei 1999), die in augustus 1999 werd vervangen door ex-KGBer Vladimir Poetin.

### Poetin en Medvedev
Op 31 december 1999 trad Jeltsin ten slotte af ten gunste van Vladimir Poetin, onder de voorwaarde dat het Openbaar Ministerie niet tot strafvervolging van de familie Jeltsin zou overgaan en de aanklacht wegens corruptie zou worden ingetrokken. Poetins positie werd bij de verkiezingen van 2000 bevestigd: hij kreeg meer dan de helft van de stemmen.

#### Tweede Tsjetsjeense Oorlog (1999-2000)
Op dat moment provoceerden Tsjetjeense rebellen Rusland door terroristische bliksemacties in het grensgebied van Tsjetjenië en Dagestan; hierop werd maar zwak gereageerd en uiteindelijk kwam het tot een inval in Dagestan. Daarnaast deden zich in meerdere steden van Rusland flatbombardementen voor, die door Poetin werden toegeschreven aan Tsjetsjeense rebellen, iets wat door veel verslaggevers en wetenschappers wordt beschouwd als onmogelijk (de FSB werd door sommigen verantwoordelijk geacht), maar wat de Russische motivatie om in te grijpen versterkte. Het duo Jeltsin-Poetin stuurde in 1999 het leger wederom naar Tsjetsjenië en startte daarmee de Tweede Tsjetsjeense Oorlog. Uiteindelijk zou vrijwel heel Tsjetsjenië bezet worden, maar terroristische aanslagen van Tsjetsjeense separatisten onder leiding van de Ruslandhater en islamistische wahabist Sjamil Basajev bleven doorgaan. Sinds de executie van de door de Russische regering gesteunde president Achmat Kadyrov, heeft zijn controversiële zoon premier Ramzan Kadyrov het gebied echter steeds meer onafhankelijk gemaakt van Rusland en onder andere de Sharia ingevoerd. Zijn strijdkrachten (eerder bekendstaand als de Kadyrovtsy) worden echter verantwoordelijk gehouden voor het grootste deel van de misdaden tegen de menselijkheid in Tsjetsjenië.
Bij de presidentsverkiezingen van 2004 werd Poetin herkozen. Een van de eerste zaken, die hij al tijdens zijn eerste ambtsperiode aanpakte, was de macht van de oligarchen. Deze werden gedwongen te kiezen voor hem of het land te verlaten. Een van de meest spraakmakende zaken vormde de arrestatie en veroordeling van oligarch Michail Chodorkovski van oliegigant Yukos, officieel vanwege grootschalige belastingfraude, maar feitelijk omdat hij verregaande politieke aspiraties had. Sommigen verdenken Poetin als de drijvende kracht hierachter; anderen denken dat de machtige siloviki hierin de hand gehad hebben.
Poetin wordt ervan beschuldigd de vrije pers te muilkorven. Poetin heeft nog steeds veel goodwill bij het grootste deel van de Russische bevolking, omdat velen in hem een sterke leider zien, en hij het economisch tij mee heeft: de Russische economie is in het begin van de 21e eeuw een van de sterkst groeiende ter wereld, al heeft deze wel een klap gekregen door de Yukos-affaire en is de economie volgens velen nog te sterk gericht op delfstoffen als olie en gas.
Tijdens het presidentschap van Poetin is wel vooruitgang geboekt met betrekking tot de landbouw. Eind 2005 ontstond het Russisch-Oekraïens gasconflict, dat ook enkele landen in Europa trof en wat sommige waarnemers ertoe bracht te zeggen dat Rusland de greep op zijn "nabije buren" probeert te versterken. De Russische economie is in toenemende mate gericht op India en China, waar onder andere veel vraag is naar Russische grondstoffen, wapentuig en kernenergietechnologie. Ook trekken veel Chinezen naar zuidelijke Siberische steden, wat sommige nationalisten ertoe brengt te spreken van een "invasie", maar anderen tonen middels cijfers aan dat de immigratie minder snel gaat dan eerder werd gedacht.
Problemen zoals Tsjetsjenië, de negatieve bevolkingsgroei, de deplorabele staat van het Russische Leger (met onder andere de voortdurende problematische dedovsjtsjina, hoewel hiervoor wel maatregelen zijn genomen), het nationaliteitenprobleem, de misdaad (zoals maffiagroeperingen) en het terrorisme zijn echter nog lang niet opgelost en zullen misschien vroeg of laat opnieuw op de voorgrond kunnen treden. Onder Poetin groeide verder de corruptie tussen 2001 en 2006 naar het zevenvoudige van de situatie van voor zijn presidentschap.

#### Dmitri Medvedev
Poetin werd geacht na afloop van zijn tweede ambtstermijn in 2008 af te treden. Verscheidene groepen binnen Rusland probeerden tevergeefs hem te doen overwegen om alsnog een derde ambtstermijn te aanvaarden en daarvoor de Russische grondwet te wijzigen, voornamelijk uit angst dat Rusland na zijn aftreden ineen zou kunnen storten. Uit de Russische presidentsverkiezingen van 2008 kwam Poetins geestverwant en partijgenoot Dmitri Medvedev als winnaar naar voren. Poetin nam het premierschap onder hem op zich om, zoals door de partij werd gezegd, 'als zijn grote broer op te treden'. Daarmee is het tijdperk-Poetin feitelijk voortgezet. Onder Medvedev is de presidentiële termijn uitgebreid naar zes jaar. De persvrijheid is verder ingeperkt, onder andere door de instelling van een commissie die controleert of boeken en kranten zich houden aan de staatsversie van de Russische geschiedenis, op straffe van maximaal drie jaar cel. Zo mag niet meer worden beweerd dat Sovjet-soldaten zich tijdens de Tweede Wereldoorlog stelselmatig schuldig maakten aan verkrachtingen of dat de bezetting van de Baltische staten aan het begin van de oorlog illegaal was. Kort na Medvedevs aantreden, in augustus 2008, raakte het land in een korte oorlog met buurland Georgië verwikkeld, waarna Russische troepen de separatistische Georgische gebieden Abchazië en Zuid-Ossetië bezetten en de onafhankelijkheid ervan erkenden. Na de oorlog raakte het land door met name de kredietcrisis en doordat buitenlandse investeerders zich na de oorlog terugtrokken uit Rusland, in een neergaande economische spiraal. De nationale beursindex RTS is sindsdien met meer dan negentig procent gekelderd, veel bouwprojecten zijn stilgelegd en de werkloosheid is sterk gestegen.

#### Poetin
In mei 2012 wisselden Poetin en Medvedev weer van plaats, waarbij Poetin opnieuw president werd. Sindsdien is de binnenlandse onderdrukking van de vrije meningsuiting en pers verder opgeschroefd en de corruptie nog meer bepalend in het economische verkeer. Internationaal gezien raakte het regime steeds meer uit de gratie bij het westen, vooral door de bezetting van de Krim en de Russisch-Oekraïense Oorlog. Het nationalisme is voor veel Russen nog steeds een belangrijke zaak en Poetin speelt daar handig op in door zichzelf als verdediger van de 'onderdrukte Russen' in het buitenland te profileren en tracht tegenwoordig aan Rusland grenzende gebieden waar veel Russen wonen zelfs te annexeren. Hij heeft tot nu succesvol, in het voorjaar van 2014, het Oekraïense schiereiland de Krim geannexeerd en probeert recentelijk de oostelijke en zuidelijke gebieden van Oekraïne waar veel etnische Russen wonen, los te weken van Oekraïne door de daar aanwezige separatistische Russen te steunen met wapens en 'militaire adviseurs'. Door deze expansionistische politiek heeft Poetin veel binnenlandse steun van nationalistische Russen maar krijgt vanuit het buitenland, vooral vanuit buurlanden, de EU en de VS, steeds meer te maken met kritiek en isolatie door boycotmaatregelen en de sinds eind 2014 lage olieprijs.
In februari 2022 erkende hij de zelfverklaarde volksrepubliek Donetsk en volksrepubliek Loegansk in het oosten van Oekraïne, kort daarop beval hij een invasie in Oekraïne.